# 홍익대학교 사범대학 부속여자중학교
홍익대학교 사범대학 부속여자중학교(弘益大學校 師範大學 附屬女子中學校)는 대한민국 서울특별시 마포구 성산동에 있는 사립 중학교이다.

## 학교 연혁
- 1967년 11월 18일 : 홍익 여자 중학교 설립 인가 (각 학년 4학급 전12학급)
- 1967년 12월 1일 : 초대 교장 최애경 박사 취임
- 1968년 3월 10일 : 본관 20개 교실 건평 629평 준공
- 1968년 3월 12일 : 개교 제1회 입학식(개교기념일) 4학급 학생 280명
- 1977년 3월 1일 : 홍익대학교 사범대학 부속여자중학교로 교명 변경
- 2005년 10월 21일 : 도서관 개관 (도서 5,253권, 비도서 자료 848점)
- 2012년 7월 30일 : 성산동 신축 교사 이전
- 2012년 9월 26일 : 학교 이전 기념식
- 2022년 1월 7일 : 제52회 졸업 124명(총 17,795명)
- 2022년 3월 2일 : 신입생 132명 입학
- 2022년 9월 1일 : 제17대 교장 이한섭 선생 취임

## 참고 자료
- 홍익대학교 사범대학 부속여자중학교 - 한국교육학술정보원 학교알리미